# Нотариусовка
Нотариусовка (укр. Нотаріусівка) — село,
Жуковский сельский совет,
Бурынский район,
Сумская область,
Украина.
Код КОАТУУ — 5920983603. Население по переписи 2001 года составляло 62 человека.

## Географическое положение
Село Нотариусовка находится на правом берегу реки Терн,
выше по течению на расстоянии в 1 км расположено село Болотовка,
ниже по течению примыкает село Жуковка,
на противоположном берегу — село Верхняя Сагаревка.

## Экономика
- Свинотоварная ферма.